# Luis Altamirano
Luis Altamirano Talavera (Concepción, 5 de julho de 1867 – Santiago, 25 de julho de 1938) foi um político e militar chileno. Ocupou o cargo de presidente de seu país entre 11 de setembro de 1924 e 23 de janeiro de 1925. Além disso, graduou-se em Direito e serviu o exército durante a guerra civil chilena de 1891 e foi ministro em 1924.